# 3618 Купрін
3618 Купрін (3618 Kuprin) — астероїд головного поясу, відкритий 20 серпня 1979 року.
Тіссеранів параметр щодо Юпітера — 3,181.